# Erebochlora decdor
Erebochlora decdor là một loài bướm đêm trong họ Geometridae.